# Marco Antonio Figueroa
Pour les articles homonymes, voir Figueroa.
Marco Antonio Figueroa Montero (né le 21 février 1962 à San Felipe au Chili), est un footballeur chilien, aujourd'hui devenu entraîneur.

## Biographie
Il a joué dans de nombreux clubs en Amérique latine comme le Club de Deportes Cobreloa, le Monarcas Morelia ou encore le Club América. 
Durant sa carrière, il est surnommé « El Fantasma » ou « Le Fantôme » et laisse des traces chez les supporters du Morelia qui se souviennent de lui. 
Il fut également l'entraîneur du Monarcas Morelia (à l'époque Atletico Morelia), de l'Universidad Católica, du Club Deportivo O'Higgins et depuis décembre 2012 de Cobreloa.

## Palmarès

### Club
Cobreloa
- Primera División Chilena : Meilleur buteur en 1993 (18 buts)